# Claude Pennetier
Cet article possède un paronyme, voir Claude Marie Joseph Pannetier.
Pour les articles homonymes, voir Pennetier.
Claude Pennetier, né le 17 novembre 1947, est un historien français.
Chercheur au CNRS, il est spécialiste de la socio-histoire du militantisme.

## Biographie

### Ascendance, jeunesse
Fils de Marcel Pennetier (1914-1993) instituteur, licencié de philosophie, refondateur du courant syndical enseignant l'École émancipée à la Libération, Claude Pennetier, fut dans un premier temps militant du MRAP puis des comités d'action en 1968, alors qu'il était étudiant en histoire à la Sorbonne.

### Recherches
Il obtient son doctorat en 1977. Sa carrière a été consacrée à la recherche historique au sein du CNRS.
Au début des années 1980, il devient l’associé de Jean Maitron à la direction du Dictionnaire biographique du mouvement ouvrier français, œuvre qu’il poursuit depuis le décès du créateur en 1987. Il a dirigé la collection « La Part des Hommes » aux Éditions de l'Atelier, qui « se propose de faire découvrir des itinéraires de femmes et d'hommes, acteurs du mouvement social, de la Révolution française à nos jours ». Il a été responsable du pôle « Lien militant » et du programme « Prosopographie des militants » au Centre d’histoire sociale du XXe siècle de l'université Paris I.
Dès l'année 2000, il travaille avec le politiste Bernard Pudal sur la « politique d'encadrement » mise en place au PCF dans les années 1930.
Il travaille aussi sur le socialisme dans les milieux ruraux, sur la banlieue rouge et la sociobiographie du militantisme, également avec Bernard Pudal.

### Travaux éditoriaux
Avec Jean-Pierre Besse, il a publié un ouvrage Juin 40, la négociation secrète et préparé un dictionnaire des fusillés de l'occupation qu'il poursuit, après la mort de celui-ci, avec Thomas Pouty.
Le Dictionnaire biographique du mouvement ouvrier français, devenu Dictionnaire biographique, mouvement ouvrier, mouvement social a publié 71 volumes et productions, dont 53 volumes alphabétiques français. La période 1940-1968 compte 12 volumes. La publication s'est étalée entre 2006 et 2016. À partir du volume 9, Claude Pennetier a associé Paul Boulland à la direction. Parmi les dictionnaires thématiques, il a participé au livre Les anarchistes. Dictionnaire biographique du mouvement libertaire francophone (2014), et au Dictionnaire biographique des militants des industries électriques et gazières de la Libération aux années sous la direction de Paul Boulland.

### Engagements
Claude Pennetier est adhérent de la fondation Copernic et de la Ligue des droits de l'Homme. Il s'est publiquement opposé à la loi de février 2005 défendant « le rôle positif » de la colonisation française.

## Publications
- L’histoire collective de Jean Maitron, La République des idées, 13 octobre 2017, [lire en ligne].
- Le souffle d'Octobre 1917, Pourquoi ont-ils cru au communisme ?, avec Bernard Pudal, Editions de l'Atelier, février 2017.
- Les Fusillés (1940-1944) : dictionnaire biographique des fusillés et exécutés par condamnation et comme otages et guillotinés en France pendant l'Occupation, codirection avec Jean-Pierre Besse, Thomas Pouty et Delphine Leneveu, Éditions de l'Atelier, 2015, 1952 p.
- Le Sujet communiste, avec Bernard Pudal, Presses universitaires de Rennes, 2014
- Le Mouvement ouvrier au miroir de la biographie. Matériaux pour l’histoire de notre temps, no 104-105, 2012, avec Bruno Groppo et Bernard Pudal
- Juin 40, la négociation secrète, avec Jean-Pierre Besse, Paris, Éditions de l'Atelier, 2006, 208 p.
- André Marty, l’homme, l’affaire, l’archive, avec Paul Boulland et Rossana Vaccaro, Paris, Codos édition, 2005, 189 p.
- Autobiographies, autocritiques, aveux dans le monde communiste, avec Bernard Pudal (sd), Paris, « Socio-histoire », Belin, 2002, 368 p.
- Marges et replis, frontières, cas limites dans la gauche française : l’apport des itinéraires militants, (sd), CHS, 2002, 78 p.
- Le Siècle des communismes, codirection avec Michel Dreyfus, Bruno Groppo, Claudio Ingerflom, Roland Lew, Bernard Pudal et Serge Wolikow, Paris, Éditions de l'Atelier, 2000, 542 p. (réédition de poche : Points Seuil, 2004, 790 p.).
- La Part des militants, avec Michel Dreyfus et Nathalie Viet-Depaule, Paris, Éditions de l'Atelier, 1996.
- Itinéraires orlysiens. Les militants de l’entre-deux-guerres, avec Nathalie Viet-Depaule, Paris, Éditions de l'Atelier, 1994, 139 p.
- L’Internationale des dictionnaires. Matériaux pour l’histoire de notre temps, no 34, 1994, avec Michel Dreyfus et Nathalie Viet-Depaule
- Le Socialisme dans le Cher, 1851-1921, La Charité/Paris, Éditions Delayance/Maison des sciences de l'homme, 1982, 306 p.